# Богдан Здроєвський
Богдан Анджей Здроєвський (пол. Bogdan Andrzej Zdrojewski; нар. 18 травня 1957, Клодзко, Польща) — польський політик, був першим мером Вроцлава після падіння комунізму в Польщі і займав цю посаду в період з 1990 по 2001 рік. Сенатор (1997–2000, 2019–2023) і депутат польського сейму (2001–2014, від 2023). З листопада 2007 до червня 2014 року — міністр культури і національної спадщини. У 2014—2019 роках — депутат Європарламенту VIII скликання.